# MGM Grand Garden Arena
De MGM Grand Garden Arena (oorspronkelijk bekend als het MGM Grand Garden Special Events Center ) is een multifunctionele arena met 17.157 zitplaatsen in de MGM Grand Las Vegas op de Las Vegas Strip. 

## Sportevenementen
Vanaf de opening op 18 december 1993 tot de opening van de MGM mede-eigendom T-Mobile Arena in 2016, waren MGM Grand Garden Arena samen met het Thomas &amp; Mack Center de belangrijkste sportarena's in de omgeving van Las Vegas. 

### Professioneel worstelen
Van 1996 tot 2000 waren er Halloween Havoc-evenementen van het Wereldkampioenschap Worstelen. Het UWF televisie-evenement Blackjack Brawl werd in 1994 op de locatie gehouden. 

## Entertainment evenementen

### Latin Grammy Awards
De MGM Grand Garden Arena is de huidige thuisbasis van de Latin Grammy Awards. De arena organiseerde de Latin Grammy Awards in 2014, 2015, 2017 en  2018. De arena organiseert voor de vijfde keer de Latin Grammy Awards in 2019, ter gelegenheid van het 20-jarig jubileum van de bekende awardshow. 

## Galerij

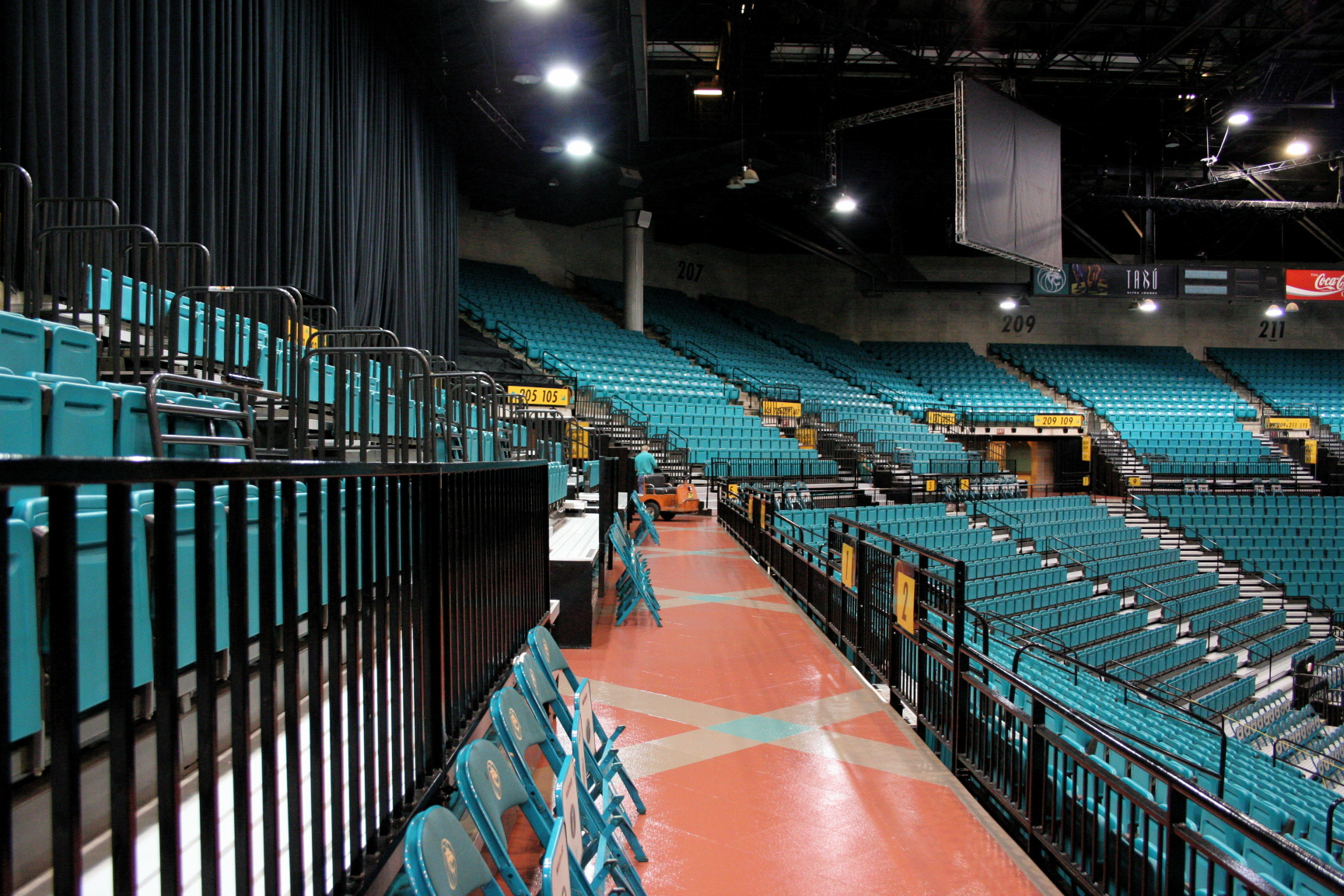
MGM Grand Garden Arena interieur
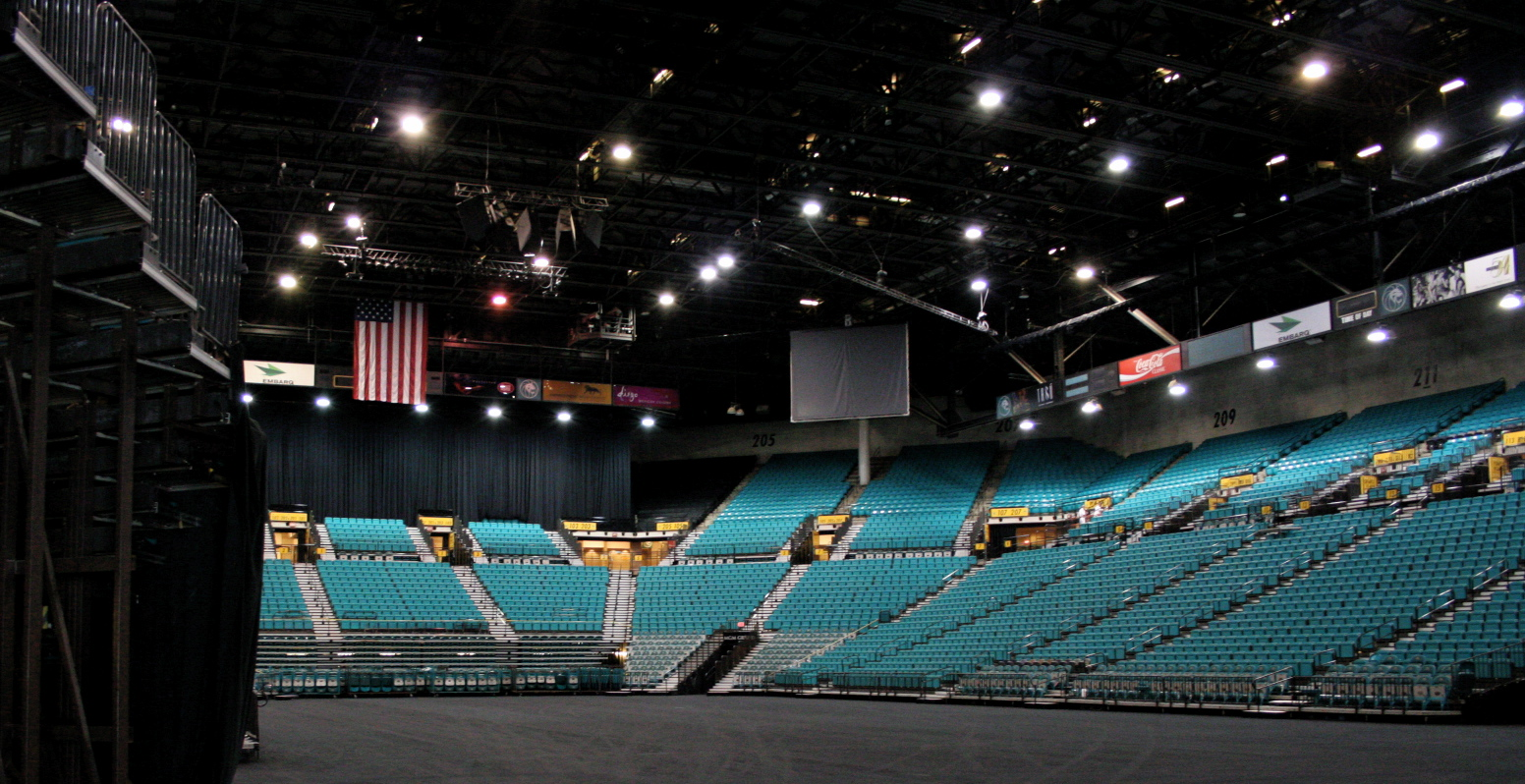
MGM Grand Garden Arena interieur